# これからミステリー
株式会社これからミステリー（コレカラミステリー）は、マーダーミステリーの店舗運営、スマホアプリ開発・運営、舞台公演の運営、シナリオ開発、ライセンス管理、イベント制作、情報メディア運営などマーダーミステリーに関するあらゆる事業を展開する日本のスタートアップ企業である。東京都渋谷区に本社を置く。

## 概要
株式会社ライバー創業者の飯田祐基が、親友であるYouTuberのヒカルとタッグを組み、2023年12月に設立した。
2024年1月、インフルエンサーなど約700名を集めた完全招待制の新事業発表イベントで、設立を発表。その後、プレイ動画配信、マーダーミステリー専門店オープン、舞台公演、パッケージ作品の販売、マーダーミステリー専門検索サイト『マダミスch』の提供を続々と開始した。
2025年6月には、かねてより開発を進めていたマーダーミステリーのスマートフォン向けゲームアプリ『これミスアプリ』がリリースされた。
マーダーミステリーの多角的な事業展開を通じて、日本のマーダーミステリー市場の拡大、新たなエンタメ文化の創造を目指して活動している。

## 沿革
- 2023年
  - 12月12日 - 株式会社これからミステリー設立。代表取締役CEOに飯田祐基、最高顧問にヒカルが就任[8]。「これからミステリー」という名称は、飯田祐基とヒカル、桑田龍征の3人がLINEのグループ名として使用していたことに由来している[9]。
- 2024年
  - 1月5日 - 新事業発表イベント『飯田祐基 第二章 幕開け』にて新会社「株式会社これからミステリー」の設立を発表[2]。
  - 1月6日 - YouTubeに 『マーダーミステリーチャンネル【これからミステリー】』を開設。プレイ動画公開開始[3]。
  - 1月20日 - 中野と六本木にマーダーミステリー専門店をプレオープン[10]。
  - 3月 - 1号店となるマーダーミステリー専門店「これミス中野店」がグランドオープン[4]。
  - 5月 - 舞台公演事業を開始[11]。パッケージ作品の販売開始[12]。
  - 7月 - マーダーミステリー・ボードゲームカフェ「JOLDEENO」との業務提携開始[13]。
  - 8月 - 7名の投資家からの第三者割当増資により、総額約1.3億円の資金調達[14]。
  - 8月3日 - 本店となるマーダーミステリー専門店「これミス渋谷本店」がグランドオープン。日本初の270°プロジェクションマッピングを導入[15]。
  - 10月1日 -超没入マンション型マーダーミステリー専門店の1店舗目となる「ワンルームマダミス新宿店」がグランドオープン。超没入型マーダーミステリー店舗「花花世界」とのコラボとなる[16]。
  - 10月1日 -マーダーミステリー専門検索ウェブサイト『マダミスch』を提供開始[17]。
  - 11月 - 株式会社グループエス・エヌ・イーとの業務提携開始[18]。
  - 11月 - 空きスペースを活用したフランチャイズ型マーダーミステリーサービス『間借りでマーダー』を提供開始[19]。
  - 12月 - ブロックチェーン基盤のトークン発行型クラウドファンディングサービス「FiNANCiE」にて、ファンディング支援金額5,420万円の調達を達成。トークンのマーケット取引開始[7]。
- 2025年
  - 2月 - 中国の没入型コンテンツ市場をリードする上海元宇万物文化创意有限公司(MRX)およびその日本法人である株式会社MRXとの業務提携開始[20]。
  - 2月 - オンライン店舗がオープン[21]。
  - 3月 - フランチャイズ1号店となるマーダーミステリー専門店「これミス船橋店」がオープン[22]。
  - 4月 - マーダーミステリー・ボードゲームカフェ「JOLDEENO」との間で資本業務提携開始[23]。
  - 4月 - 体験型チームビルディング研修『ミス研』が企業向けに本格展開開始[24]。
  - 6月6日 -  スマートフォン向けゲームアプリ『これミスアプリ』をApp StoreおよびGoogle Playで配信開始[5]。

## オンラインサービス

### マーダーミステリー専門検索サイト『マダミスch』
ジャンルやカテゴリー別でマーダーミステリー作品を検索できるサイトで、豊富な作品数と利便性の高い検索機能が特徴となっている。
ユーザーは作品情報の網羅、プレイ済み作品の管理、ランキングの閲覧、レビュー投稿などを通じて、自分好みの作品を見つけることができる。

### ゲームアプリ『これミスアプリ』
スマートフォンで会話をしながらマーダーミステリーをプレイできるアプリ。映画のような没入感のあるデザインとシナリオを特徴としており、人気YouTuberヒカルが登場するオリジナルシナリオも収録されている。App StoreおよびGoogle Playで配信されている。。
※リリース1週間で6万ダウンロード

### オンライン店舗『これからミステリーオンライン店』
オンライン店舗型マーダーミステリーは場所を問わず臨場感と没入感を体験できる。

## オフラインサービス

### パッケージ商品
パッケージ型マーダーミステリーは、箱に入ったシナリオや小道具のセットを使って手軽にプレイができる。自宅や好きな場所でリラックスしながら親しい人たちと気軽に楽しめる。
|   | 作品名                              | 発売日     | 作品について |
| - | ----------------------------------- | ---------- | --- |
| 1 | ヒカル殺人事件～シュプラスの秘密～  | 2024/5/27  | 原案：飯田祐基 / 制作：小田ヨシキ                                                                                  |
| 2 | デスゲームデステスト 記憶の解答用紙 | 2024/10/1  | 制作：積分サークル・ぬむぅ・東大マーダーミステリーサークル                                                         |
| 3 | 東京リベンジャーズ-炎の絆篇-        | 2024/12/15 | 原作：「東京卍リベンジャーズ」和久井健 / 監修：「東京リベンジャーズ」製作委員会 / 企画・制作：JOLDEENO・StudioOZON |

### 店舗
店舗型マーダーミステリーは、リアルな空間で臨場感と没入感を体験できる。ゲームマスターが導入からエンディングまで物語を導くため、緊張感ある協力や駆け引きを楽しめる。
- 直営店
  - これミス 渋谷本店
  - これミス 中野店
- 公認店（フランチャイズ店）
  - これからミステリー船橋店
  - ワンルームマダミス高田馬場店（花花世界とのコラボ　超没入型マンションシリーズ ）
  - これからミステリー名古屋店
  - これからミステリー心斎橋店

- 間借り型フランチャイズ店『間借りでマーダー』
  - 2024年12月24日時点で全国各地の40強の事業者が加盟しており、サービスを展開中

### 出張公演
マーダーミステリーの出張公演は個人だけでなく、学内サークルイベント、インフルエンサーや芸能人のイベントなど、さまざまなシーンで利用できる。プロのゲームマスターが導入からエンディングまで物語を導くため、高い没入感のあるマーダーミステリーが手軽に好きな場所で楽しめる。

## 視聴型コンテンツ

### プレイ動画配信 『マーダーミステリーチャンネル【これからミステリー】』
ヒカルを中心としたYouTuberやインフルエンサーがマーダーミステリーをプレイする動画をYouTube配信している。プレイヤーの個性や推理を見ながら、自分も一緒に推理して楽しむことができる。
|    | 配信日     | 作品名                                                       | 出演者 | 作品について                                                                  | 動画 |
| -- | ---------- | ------------------------------------------------------------ | --- | ----------------------------------------------------------------------------- | ---- |
| 1  | 2024/1/6   | キャンプ場の殺人鬼                                           | ヒカル、桑田龍征、まえっさん、捧さん、飯田祐基 | 著者：秋口ぎぐる / 発売：幻冬舎                                               |      |
| 2  | 2024/1/28  | J・モリアーティの暗躍                                        | ヒカル、桑田龍征、ありしゃん、加藤ひなた GM：飯田祐基 | 制作：セカンドステラ / シナリオライター：アンリ                               |      |
| 3  | 2024/2/23  | ライノ教授の知る未来の今日中の死                             | ヒカル、名人、ロケマサ、捧さん、飯田祐基 | 制作：RelivinBOX                                                              |      |
| 4  | 2024/3/10  | 亡霊島殺人事件                                               | ヒカル、相馬トランジスタ、花咲れあ、白雪りら GM：飯田祐基 | 制作：セカンドステラ / シナリオライター：アンリ                               |      |
| 5  | 2024/3/26  | シロナガス島への帰還 異聞 ～豪華列車シロナガスエクスプレス～ | ヒカル、みもれもん、七瀬アリス、飯田祐基 | ゲーム制作：NAGAKUTSU / シナリオ：イバラユーギ / 企画・制作：NAGAFURO         |      |
| 6  | 2024/4/15  | 屍人村奇譚                                                   | ヒカル、相馬トランジスタ、唯井まひろ、花咲れあ、白雪りら、飯田祐基 GM：かるら | テキスト：縷々道生我 / デザイン：夢野ヨウ                                     |      |
| 7  | 2024/5/23  | エイダ                                                       | ヒカル、桑田龍征、まえっさん、名人(NextStage)、ロケマサ GM：飯田祐基 | 制作：いとはき                                                                |      |
| 8  | 2024/7/22  | 崩えた祭壇                                                   | ヒカル、エミリン、まえっさん、捧さん、飯田祐基 GM：かるら | シナリオ制作：かかしのクロウリー / コンセプトアート：えんがわ                 |      |
| 9  | 2024/9/6   | マーダーミステリー・オブ・ザ・デッド                         | 令和の虎軍団［野口功司、茂木哲也、トモハッピー、宮本聖菜、才賀紀左衛門、三沢蓮、白雪りら GM：ジョル                                                                                             | ゲームデザイン：秋口ぎぐる、森川秀樹 / アートワーク：タンサン                 |      |
| 10 | 2024/9/10  | あるマーダーミステリーについて                               | ヒカル、エミリン、まえっさん、安達くん(時間マスター)、飯田祐基 GM：かるら |                                                                               |      |
| 11 | 2024/10/15 | ドキサバ★ホストクラブ殺人事件                                | ホスト陣［桑田龍征、麗王(KNIGHT)、とわ(CRUISE)、sena(TOP DANDY-1st-)、原田たいぞう(Dezon)］、エミリン、ミメイ(ラッパー)、かるら NPC：飯田祐基 スペシャルゲスト：パイナップル(TikToker) GM：まほ | 作者：ドキサバ♡委員会、まほ、紫                                               |      |
| 12 | 2024/10/20 | ゴールドの欲望                                               | えっちゃん(YouTuber)、ミウラアイム、佐倉井りりか、中條孝紀、田中アクタ | 制作：花花世界                                                                |      |
| 13 | 2024/12/31 | ストーンハウス殺人事件                                       | 中村泰二郎、株式会社ストーンマーケットの社員1名、オンラインサロンゴールド会員2名 GM：飯田祐基                                                                                                   | 誕生日プレゼントに贈ったオリジナルマーダーミステリー / 作者：飯田祐基、かるら |      |
| 14 | 2025/3/8   | 死体と温泉                                                   | 阿久津優、荒田裕介、伊藤慎之介、伊藤慎之介、竹村義宏 GM：飯田祐基 | ゲームデザイン : 秋口ぎぐる                                                   |      |

　※GM…ゲームマスター　NPC…ノンプレイヤーキャラクター

### 舞台公演
マーダーミステリーの舞台公演は、劇場で行われる推理劇で、観客は物語を見守りながら一緒に推理して楽しむことができ、時には解決に参加できる。出演者も結末を知らないため、毎回異なる展開が生まれ、舞台ごとに異なるドラマを味わうことができる。
|   | タイトル・作品名                                                 | キャスト ※50音順or公演日順 | 公演日          | 作品について |
| - | ---------------------------------------------------------------- | --- | --------------- | --- |
| 1 | 遠き明日への子守唄                                               | 浅井心晴、麻倉ひな子、朝比奈更紗、小林未往、渋沢一葉、彩咲えみ、白雪りら、田島春那、原田えりか、松田麻矢、仲原ちえ、シイナナルミ、花咲のあ、ねこみ。、蒼井さくら、蒼井ハル、たかりさ、阿久津真央、恋汐りんご、三沢蓮、小坂田純奈、塩見きら、瀬長りり、倉田かすみ、おかもとまり、唯井まひろ GM：AGATA、三葉彩夏 | 2024/5/3～5/12  | 原案：AGATA |
| 2 | 「魅せマダ-ACTOR-」 - ＃ReSET - We're the START!?                | 瀬川拓人、松波優輝、宮脇優、安井一真、河合健太郎、輝山立、須永風汰、中村龍介、稲葉光、中條孝紀、服部武雄、三橋かおる、内山さん、浜崎たつや、カルビ(YouTuber)、岸洋佑 | 2024/6/27～6/30 | 制作：魅せマダ-ACTOR / 原案：むねにく、 |
| 3 | 「日オフミステリー」 - ミステリーは黒猫と - 消えたケーキと日曜日 | 安齋由香里、黒木ほの香、鷹村彩花、立花日菜、土屋李央、星谷美緒、守屋亨香 GM：三葉彩夏 | 2024/8/18       | 日曜日はオフレコでお願いします(iWAT TV)とコラボ /「ミステリーは黒猫と」シナリオ：キョウヘイ・しごろ /「消えたケーキと日曜日」シナリオ：住吉美紅 |

※GM…ゲームマスター

## イベント

### 新事業発表イベント『飯田祐基 第二章 幕開け』2024/1/5
完全招待制で行われ、報道陣に加え、マーダーミステリー業界関係者、YouTuber、インフルエンサーなど総勢700名が集結した。イベントでは、飯田祐基とヒカルのマーダーミステリーへの熱い想いが語られ、新会社「株式会社これからミステリー」の設立が発表された。前半では、"主催の飯田が殺される"という架空のシナリオに基づき、会場の700名の参加者が犯人を捜し出すという、マーダーミステリー形式の進行が展開された。刑事役を務めた宮迫博之の進行のもと、ヒカル、桑田龍征、ラファエル、はあちゅう、ノッコン寺田、ぷろたん、岩井良明、チバニャンらがステージに登場し、物語を彩った。

## 法人向けサービス

### 間借り型フランチャイズ店舗『間借りでマーダー』
空きスペースを活用したフランチャイズ型マーダーミステリーサービスで、事業者が空き時間や空きスペースを活用して、手軽に新たな収益を創出できるよう支援している。

### 企業研修『ミス研』
マーダーミステリーの企業研修は、ゲームを通じて社員の関係性やスキルを引き出す、体験型チームビルディング研修である。コミュニケーションやロジカルシンキング、マネジメントなどを1日で楽しく学べることが特徴となっている。

## シナリオ開発と提携作家
専属作家・制作提携作家・作品提携作家と提携し、シナリオ開発を行うとともに、過去作品の利用許可を得ている。
- 専属作家
  - 渉外業務や法務・税務全般を担当。また、過去作品に関するマーケティング戦略の立案やリデザインの支援を行っている。

- 制作提携作家
  - 制作委託を行い、作品の展開戦略などを担当している。

- 作品提携作家
  - アプリや配信の公演作品としての実装を行うために、過去作品の利用許可を得ている。

## テーマソング
- 『文学少女のティータイム事件簿』‐ これからミステリーの裏側チャンネルのエンディング曲

歌：点染テンセイ少女。 / 作曲：MTR / 作詞：大城文哉